# Лисенко Григорій Гаврилович
Григорій Гаврилович Лисенко (13 листопада 1917, село Мільки, тепер Прилуцького району Чернігівської області — ?) — український радянський діяч, секретар Чернігівського обласного комітету КПУ, 1-й секретар Іваницького районного комітету КПУ Чернігівської області.

## Біографія
З листопада 1939 року — в Червоній армії, учасник німецько-радянської війни. Служив у 732-му окремому зенітному артилерійському полку протиповітряної оборони Туапсинської військово-морської бази Чорноморського флоту. У 1943 році був важко поранений.
Освіта вища. Член ВКП(б).
Перебував на відповідальній партійній роботі.
На 1957—1959 роки — 1-й секретар Іваницького районного комітету КПУ Чернігівської області.
У 1959 — січні 1963 року — завідувач відділу партійних органів Чернігівського обласного комітету КПУ.
11 січня 1963 — 7 грудня 1964 року — секретар Чернігівського сільського обласного комітету КПУ і голова Чернігівського сільського обласного комітету партійно-державного контролю. Одночасно, в січні 1963 — 10 грудня 1964 року — заступник голови виконавчого комітету Чернігівської сільської обласної ради депутатів трудящих.
7 грудня 1964 — 1970 року — секретар Чернігівського обласного комітету КПУ з питань сільського господарства.
У березні 1971 — 1973? року — голова Чернігівського обласного комітету народного контролю.
Подальша доля невідома.

## Звання
- старший сержант
- майор

## Нагороди
- орден Вітчизняної війни І ст. (24.09.1966)
- орден Трудового Червоного Прапора (26.02.1958)
- ордени
- медаль «За оборону Москви» (1944)
- медаль «За доблесну працю у Великій Вітчизняній війні 1941—1945 рр.» (1945)
- медаль «За перемогу над Німеччиною у Великій Вітчизняній війні 1941—1945 рр.» (1945)